# Szlovákiai forgalmi rendszámok

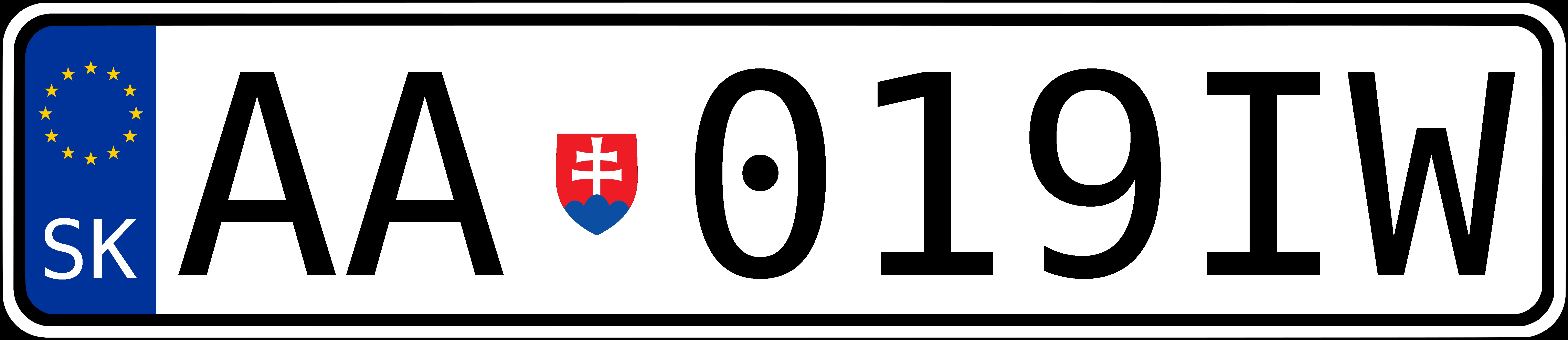
Egy új típusú szlovákiai forgalmi rendszám

2023-tól a szlovák forgalmi rendszámok (szlovákul evidenčné číslo vozidla, EČV) általános formája a következő lett: YY-NNNYY, amelyben az YY pedig két betű, amelyeket ábécésorrendben osztottak ki, illetve a NNN egy háromjegyű  szám.
1997-től 2022-ig a forgalmi rendszámok általános formája a következő volt: XX-NNNYY, amelyben XX a járás (okres) kódja, NNN egy háromjegyű  szám, YY pedig két betű, amelyeket ábécésorrendben osztottak ki. Ezeknek a rendszámoknak három, mai napig érvényes formátuma van forgalomban.
Szlovákia 2004. május 1-jén kilenc másik állammal együtt csatlakozott az Európai Unióhoz (EU). Azóta kétféle rendszám hivatalos: az egyik a szlovák címerrel, a másik az Európai Unió zászlajával.
2006. június 1.-től már három változat élt együtt, a harmadik együtt tartalmazza az EU jelét és a nemzeti címert.
2023. január 1. óta már négy változat él együtt, ugyanis országosan egységes gépjárműrendszámokat vezettek be Szlovákiában, melyek nem tartalmazzák a járások rövidítéseit. Formátuma ugyanolyan, mint eddig YY-NNNYY, ebből NNN egy háromjegyű  szám, YY pedig két betű a rendszám mindkét oldalán, amelyeket ábécésorrendben osztottak ki.

## Történelem
- Az (1993-1997 közötti) rendszám formátuma: ŠPZ

NN-YY YY vagy NNN-YY YY—NN, NNN - járás (okres) kódja, YY YY - számok
- Az (1997-2004 közötti) rendszám formátuma: EČV

NN-XXXYY, -- NN a járás (okres) kódja,  XXX - számok, YY - betűk. május 1. előtti szlovák rendszám címerrel - (TN) azaz Trencséni.

- Az (2004-2006 között) rendszám formátuma:

NN-XXXYY, -- NN a járás (okres) kódja,  XXX - számok, YY - betűk. május 1. utáni szlovák rendszám - (TN) azaz Trencséni.

- A (2006-2022) rendszám formátuma:

NN XXXYY, -- NN a járás (okres) kódja,  XXX - számok, YY - betűk. június 1. utáni szlovák rendszám címerrel - (IL) azaz Illavai.

- A (2023-napjainkig) rendszám formátuma:

YY XXXYY, --  YY - betűk, XXX - számok. 2023. január 1. utáni szlovák rendszám a járás jelzése nélkül.

## A járások kódjai a régebbi rendszámokon

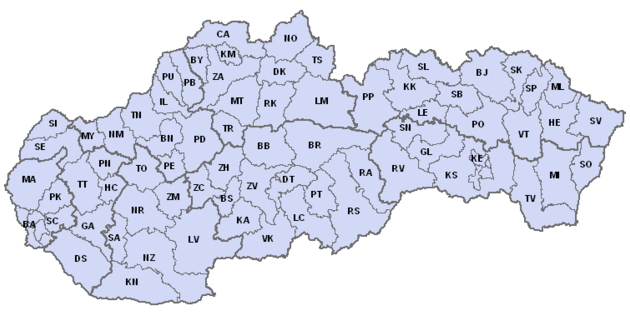

| BA, BE, BD, BI, BL, BT – Pozsonyi (Bratislava) BB, BC, BK – Besztercebányai (Banská Bystrica) BJ – Bártfai (Bardejov) BN – Báni (Banovce nad Bebravou) BR – Breznóbányai (Brezno) BS – Selmecbányai (Banská Štiavnica) BY – Nagybiccsei (Bytča) CA – Csacai (Čadca) DK – Alsókubini (Dolný Kubín) DS – Dunaszerdahelyi (Dunajská Streda) DT – Gyetvai (Detva) GA – Galántai (Galanta) GL – Gölnicbányai (Gelnica) HC – Galgóci (Hlohovec) HE – Homonnai (Humenné) IL – Illavai (Ilava) KA – Korponai (Krupina) | KE, KC, KI – Kassai (Košice) KK – Késmárki (Kežmarok) KM – Kiszucaújhelyi (Kysucké Nové Mesto) KN – Komáromi (Komárno) KS – Kassa-környéki (Košice okolie) LC – Losonci (Lučenec) LE – Lőcsei (Levoča) LM – Liptószentmiklósi (Liptovský Mikuláš) LV – Lévai (Levice) MA – Malackai (Malacky) MI – Nagymihályi (Michalovce) ML – Mezőlaborci (Medzilaborce) MT – Turócszentmártoni (Martin) MY – Miavai (Myjava) NR, NI, NT – Nyitrai (Nitra) NM – Vágújhelyi (Nové Mesto nad Váhom) NO – Námesztói (Námestovo) NZ – Érsekújvári (Nové Zámky) PE – Simonyi (Partizánske) | PB – Vágbesztercei (Považská Bystrica) PD – Privigyei (Prievidza) PK – Bazini (Pezinok) PN – Pöstyéni (Piešťany) PO, PV, PS – Eperjesi (Prešov) PP – Poprádi (Poprad) PT – Poltári (Poltár) PU – Puhói (Púchov) RA – Nagyrőcei (Revúca) RK – Rózsahegyi (Ružomberok) RS – Rimaszombati (Rimavská Sobota) RV – Rozsnyói (Rožňava) SA – Vágsellyei (Šaľa) SB – Kisszebeni (Sabinov) SC – Szenci (Senec) SE – Szenicei (Senica) SI – Szakolcai (Skalica) SK – Felsővízközi (Svidník) SL – Ólublói (Stará Ľubovňa) | SN – Iglói (Spišská Nová Ves) SO – Szobránci (Sobrance) SP – Sztropkói (Stropkov) SV – Szinnai (Snina) TN, TC, TE – Trencséni (Trenčín) TO – Nagytapolcsányi (Topoľčany) TR – Stubnyafürdői (Turčianske Teplice) TS – Turdossini (Tvrdošín) TT, TA, TB – Nagyszombati (Trnava) TV – Tőketerebesi (Trebišov) VK – Nagykürtösi (Veľký Krtíš) VT – Varannói (Vranov nad Topľou) ZA, ZI, ZL – Zsolnai (Žilina) ZC – Zsarnócai (Žarnovica) ZH – Garamszentkereszti (Žiar nad Hronom) ZM – Aranyosmaróti (Zlaté Moravce) ZV – Zólyomi (Zvolen) |

## Speciális formátumok
A normál rendszámok mellett Szlovákiában is található számos különleges, speciális rendeltetésű rendszám is, melyek a következők:

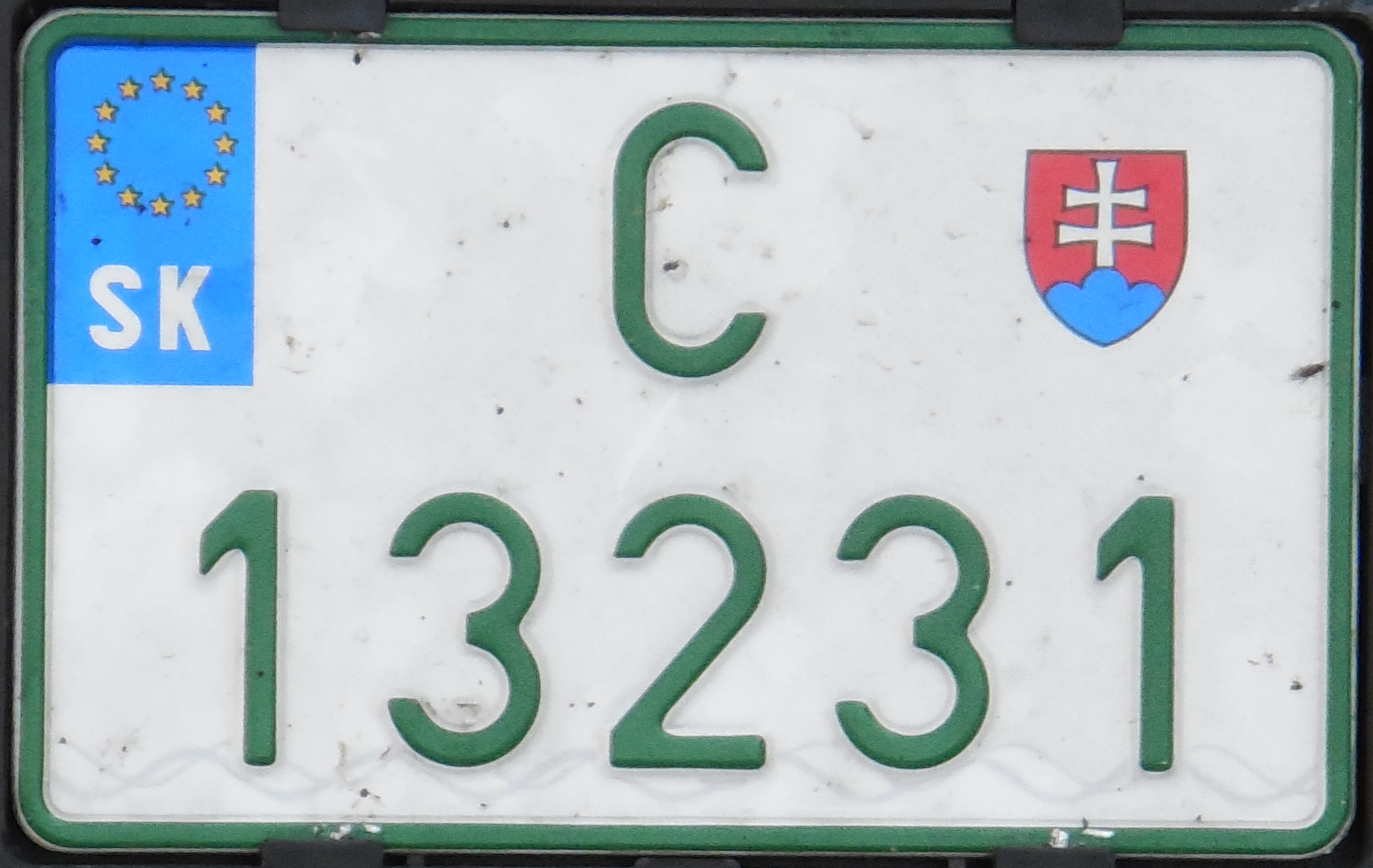
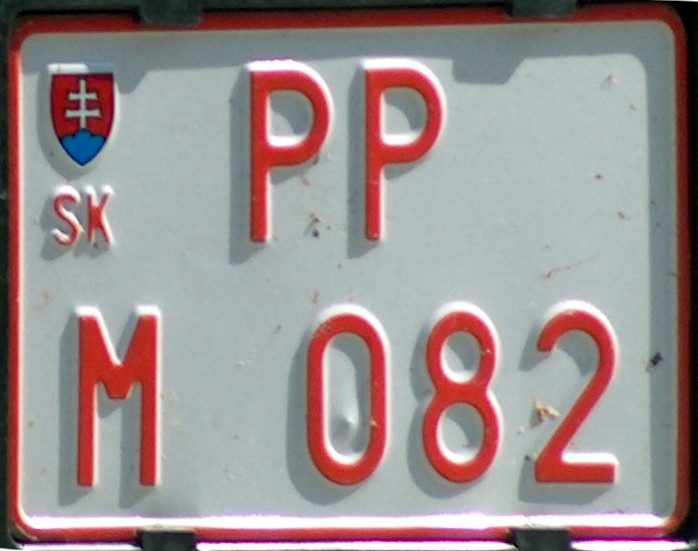
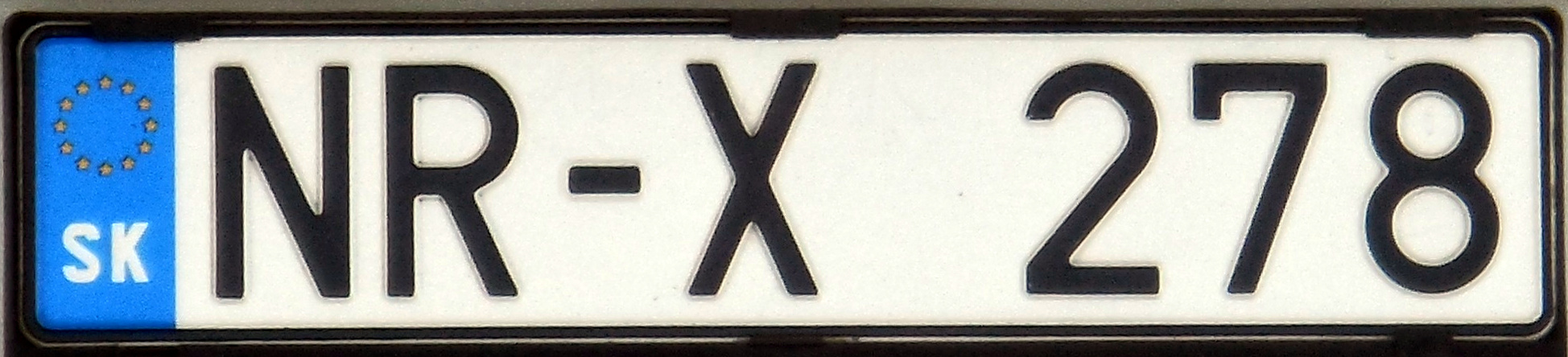
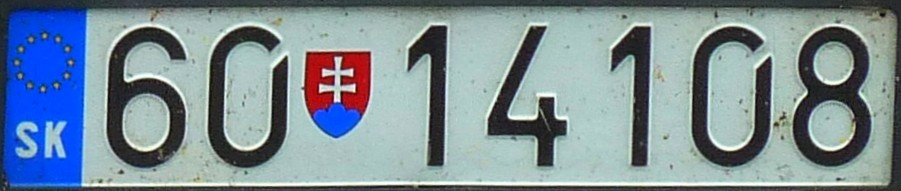
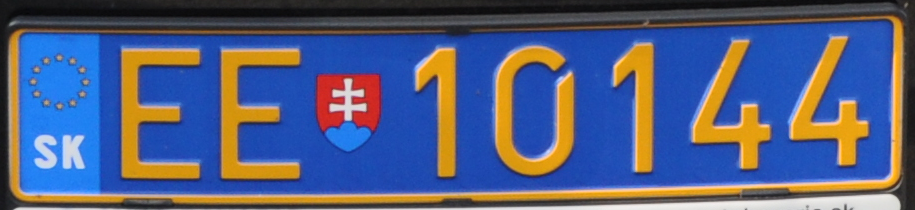

## Egyedi rendszámok
A normál rendszámok mellett Szlovákiában is igényelhetőek egyedi rendszámok 331 eurós áron.

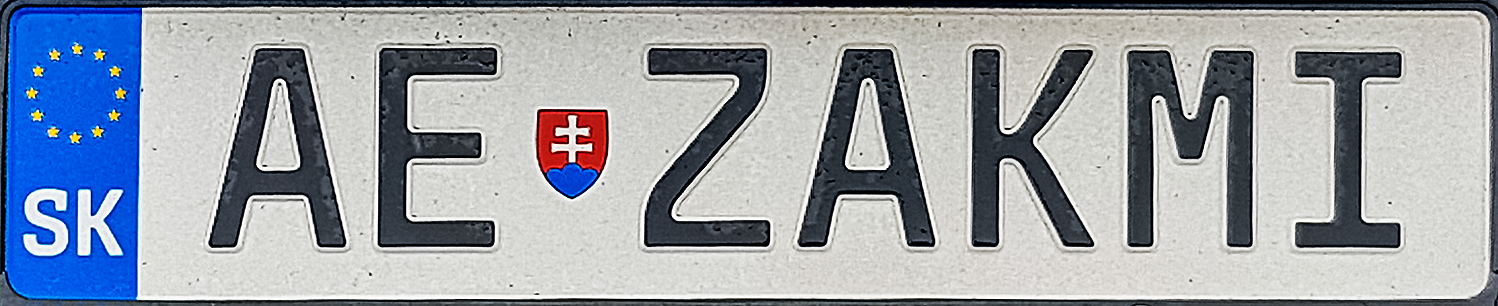
Egy új típusú szlovákiai egyedi forgalmi rendszám

## Magyarországon
Magyarországon adózási okokból 2006-ban és 2007-ben elharapódzott a szlovák rendszámú autók forgalomba helyezése, főleg a felső és középső kategóriákban. 2007 közepére a számuk egyes becslések szerint elérhette a tízezret is.

## Külső hivatkozások
- Szlovák rendszámok a Plates.Gaja.hu-n
- Szlovák rendszámok a PlatesMania.com-on
- Szlovák rendszámok a License Plates of the World oldalon
- Szlovák rendszámok a PlatesPortalon